# Gornji Prnjarovec
 Gornji Prnjarovec  falu Horvátországban Zágráb megyében. Közigazgatásilag Križhez tartozik.

## Fekvése
Zágrábtól 45 km-re délkeletre, községközpontjától  2 km-re északra fekszik.

## Története
Lakosságát csak 1900-tól számítják külön, addig a szomszédos Donji Prnjaroveccel együtt alkotta Prnjarovec települést.
1857-ben a mai Donji Prnjaroveccel együtt 196, 1910-ben már önálló faluként 257 lakosa volt. Trianon előtt Belovár-Kőrös vármegye Križi járásához tartozott. A településnek 2001-ben 343 lakosa volt.

## Lakosság
| Lakosság változása | Lakosság változása | Lakosság változása | Lakosság változása | Lakosság változása | Lakosság változása | Lakosság változása | Lakosság változása | Lakosság változása | Lakosság változása | Lakosság változása | Lakosság változása | Lakosság változása | Lakosság változása | Lakosság változása |
| ------------------ | ------------------ | ------------------ | ------------------ | ------------------ | ------------------ | ------------------ | ------------------ | ------------------ | ------------------ | ------------------ | ------------------ | ------------------ | ------------------ | ------------------ |
| 1857               | 1869               | 1880               | 1890               | 1900               | 1910               | 1921               | 1931               | 1948               | 1953               | 1961               | 1971               | 1981               | 1991               | 2001               |
| 196                | 126                | 147                | 261                | 201                | 257                | 245                | 234                | 307                | 359                | 336                | 272                | 305                | 333                | 343                |

## Külső hivatkozások
Križ község hivatalos oldala